# Халаиб
Халаиб (араб. حلايب‎) — портовый город на берегу Красного моря, административный центр и крупнейший населённый пункт Халаибского Треугольника — спорного района на границе Египта и Судана. Халаиб — наиболее южный город так называемой Египетской Ривьеры. Вблизи от города находятся развалины средневекового Айдаба. Город находится под контролем Египта. Суданское правительство продолжает считать регион частью собственной территории, тем не менее, суданские воинские части покинули город в январе 2000 года.

## Экология и география
По своей характеристике, Халаибский район относится к афротропической экологической зоне, в корне отличающейся от преобладающих в остальном Египте средизмноморских и северо-африканских условий. Большая часть территории покрыта акацией и мангровыми лесами.
В районе Халаиба находятся ряд гор, относящихся к хребту Гэбель Эльба, из них наиболее высокие Эльба (1435 м), Шеллал (1409 м), Шэндиб (1911 м) и Шендодай (1525 м).

## Посещение
Расположенный поблизости пункт пропуска на египетско-суданской границе Hadarba открыт только для местного населения, и активно используется для прогона живых верблюдов из Судана для продажи в египетском Шалатине. Граждане третьих стран, в частности России, здесь через границу не пропускаются.
Посетить Халаиб без цели пересечения границы россиянину также почти невозможно: город находится в строгой погранзоне, а для получения разрешения в неё требуется убедительная причина. Желание совершить туристическую поездку на своём или арендованном автомобиле или ином средстве транспорта такой причиной (на 2012 год) не является.